# James Piot
James Piot, född 14 oktober 1998 i Farmington Hills i Michigan, är en amerikansk professionell golfspelare som spelar för Liv Golf.
Piot deltog vid 2022 års The Masters Tournament och US Open men klarade dock inte kvalgränserna för fortsatt tävlande i de båda majortävlingarna. Han har deltagit i Liv Golf Invitational Series 2022 och slutat på delad 25:e (London); 22:a (Portland) och delad 26:e (Bedminster). Det blev dock en besvikelse för Piot vid Liv Golf Invitational Boston när han slutade på en 47:e plats. Han har dock erhållit 620 000 amerikanska dollar i prispengar för de fyra deltävlingarna.
Han avlade en kandidatexamen i finans vid Michigan State University och spelade samtidigt golf för deras idrottsförening Michigan State Spartans. Piot vann 2021 års United States Amateur Championship.